# Чирвинский, Николай Петрович
Николай Петрович Червинский (Чирвинский) (28 апреля [10 мая] 1848, Чернигов — 5 января 1920) — русский учёный-зоотехник, химик и зоолог, один из основоположников экспериментальной зоотехнической науки в России, профессор.

## Биография
Родился 28 апреля (10 мая) 1848 года в Чернигове, в семье Петра Червинского, преподавателя духовной семинарии, впоследствии ставшего мировым посредником в Городнянском уезде Черниговской губернии. Отец умер рано и детей воспитывала мать, Анна Александровна (1819—09.01.1895).
Учился в Воронежском кадетском корпусе, по окончании которого в 1866 году, как лучший ученик был зачислен в Николаевское инженерное училище. Училище окончил со званием военного инженера. Однако военная карьера его не привлекала и на военной службе он пробыл только один год юнкером, поступив в Санкт-Петербургский земледельческий институт, где учился его брат П. П. Червинский. Увлёкся химией и одновременно с учёбой работал лаборантом на кафедре технической химии. Вскоре опубликовал в «Журнале Русского химического общества» ряд работ по химии (кандидатское сочинение «О некоторых свойствах лигнина» в 1872 г., «О некоторых производных монооксиазобензола», в 1873 г.), которые получили высокую оценку Д. И. Менделеева. Институт окончил в 1872 году. Одновременно Н. П. Чирвинский состоял вольнослушателем Военно-медицинской академии, где изучал анатомию и физиологию. Большое влияние на него тогда оказывали лекции физиолога И. М. Сеченова.
Постепенно из всех естественных наук Н. П. Чирвинского больше всего стала привлекать зоотехния. В печати стали появляться его статьи, посвящённые вопросам животноводства. На способного молодого учёного обратили внимание и в 1877 году он был командирован за границу. По возвращении в Россию в 1879 году он был избран приват-доцентом по кафедре общей зоотехнии Петровской земледельческой и лесной академии. После защиты в 1882 году магистерской диссертации «Об образовании жира в животном организме» был назначен экстраординарным профессором, а в декабре 1891 года — ординарным профессором академии по кафедре общего животноводства (физиологии животных?[уточнить]).
Н. П. Чирвинский был талантливым педагогом, первым в России преподавателем курса общего животноводства в Петровской земледельческой и лесной академии. В 1888 году он написал учебник для студентов высших агрономических учебных заведений — «Общее животноводство», по которому училось не одно поколение агрономов и зоотехников.
В 1883—1885 годах он принимал участие в экспедиции крупного зоолога и зоотехника А. Ф. Миддендорфа, обследовавшей состояние скотоводства в разных губерниях и областях России.
В 1894 году Петровская академия была закрыта и с 1895 года он служил в Учёном комитете Министерства земледелия и государственных имуществ.
Много труда и энергии отдал развитию овцеводства. В 1895—1896 годах путешествовал по югу России и Бессарабии, изучая грубошерстное овцеводство.
В 1898 году переехал в Киев, где возглавил кафедру животноводства сельскохозяйственного факультета в Киевском политехническом институте (в 1905—1906 годах был выборным ректором института). Здесь он организовал показательную учебную овчарню, сыгравшую важную роль в развитии отечественного овцеводства и подготовке зоотехников-овцеводов. Им был написан ряд работ по вопросам овцеводства, особенно ценных для практиков-овцеводов. Также Чирвинский проводил классические исследования и в области скотоводства. В 1916 году вышел в отставку, сохранив за собой доцентский курс по овцеводству.
В середине декабря 1919 года выехал из Киева в Новочеркасск к сыновьям, Петру (1880—1955) и Владимиру (1883—1942). Там ему была предложена в Донском политехническом институте кафедра частного животноводства. Но в пути он заболел воспалением лёгких и вскоре по приезде, 5 января 1920 года скончался в доме старшего сына.

## Семья
Женился 22 октября 1878 года на слушательнице Высших женских курсов Александре Гавриловне Ивановой. Их сыновья:
- Чирвинский, Пётр Николаевич (1880—1955) — минералог, геохимик, метеоритовед.
- Чирвинский, Владимир Николаевич (1883—1942) — геолог.

## Научные исследования
Н. П. Чирвинский исследовал вопросы кормления, роста и развития сельскохозяйственных животных; изучал зависимость роста животных от различных факторов: условий питания, климата, упражнения органов и др. Им было установлено участие углеводов в процессе образования жира. Совместно с В. В. Елагиным написал, опубликованный в 1916 году, капитальный труд об отечественных породах овец.